# Себастопол
 За града на полуостров Крим, Украйна вижте Севастопол.  
Себастопол (на английски: Sebastopol) е град в окръг Сонома в района на залива на Сан Франциско, щата Калифорния, САЩ. В Себастопол живеят 7666 души (по приблизителна оценка от 2017 г.). Има обща площ от 4,9 кв. км (1,9 кв. мили).